# 826 Wołgo-Tatarski Batalion Piechoty
826 Wołgo-Tatarski Batalion Piechoty (niem. Wolgatartarisches Infanterie-Bataillon 826, ros. 826-й Волжско-татарский пехотный батальон) – oddział wojskowy Wehrmachtu złożony z Tatarów nadwołżańskich i przedstawicieli innych tureckojęzycznych narodów Powołża podczas II wojny światowej.
Batalion został sformowany 15 stycznia 1943 r. w Jedlni w Generalnym Gubernatorstwie. Na jego czele stanął kpt. Schermuli. Składał się ze sztabu, kompanii sztabowej i czterech kompanii piechoty. Oddział wchodził formalnie w skład Legionu Tatarów nadwołżańskich. Po dezercji legionistów z 825 Wołgo-Tatarskiego Batalionu Piechoty na stronę sowiecką przeniesiono go w marcu 1943 r. do okupowanej Holandii, gdzie w rejonie Bredy pełnił służbę ochronną. Jego żołnierze byli też kierowani do różnych prac polowych, budowlanych itp. Od poł. sierpnia tego roku batalion stacjonował na wybrzeżu Oceanu Atlantyckiego w rejonie Nantes. Na pocz. października powrócił do Holandii. Pod koniec kwietnia 1944 r. włączono go do niemieckiego 723 Pułku Grenadierów 719 Dywizji Piechoty jako IV Batalion. Według części źródeł nastąpiło to już pod koniec stycznia tego roku. Od końca października batalion w swojej początkowej nazwie działał samodzielnie. W poł. marca 1945 r. oddział liczył ok. 750 żołnierzy. Wśród legionistów powstała antyniemiecka grupa konspiracyjna, zamierzająca doprowadzić do buntu. Jednakże Niemcom udało się odkryć spisek, w wyniku czego 26 żołnierzy zostało rozstrzelanych, zaś ok. 200 osadzono w obozie karnym. Batalion poddał się wojskom alianckim.